# Umpfarrung
Umpfarrung (die evangelischen Landeskirchen in Deutschland sprechen stattdessen von Umgemeindung) ist ein Begriff, der für solche Kirchen Relevanz hat, die nach dem Wohnsitzprinzip aufgebaut sind und deren Kirchengemeinden somit Parochien sind. Er bezeichnet zum einen um die Herauslösung einer bestimmten Fläche aus dem Gebiet einer Kirchengemeinde und Anschluss dieses Gebietes an eine andere Gemeinde. Damit ändert sich auch die Gemeindezugehörigkeit der im betreffenden Gebiet wohnenden Gemeindeglieder.
Zum anderen ist auch die Umpfarrung einzelner Personen möglich, das heißt, diese erwerben auf eigenen Antrag die Zugehörigkeit in einer anderen Kirchengemeinde und verlieren diese in der bisherigen Gemeinde. Die rechtlichen Voraussetzungen für Umpfarrungen sind in den verschiedenen Konfessionen und territorialen Kirchen unterschiedlich geregelt.